# 37 Pułk Artylerii Lekkiej

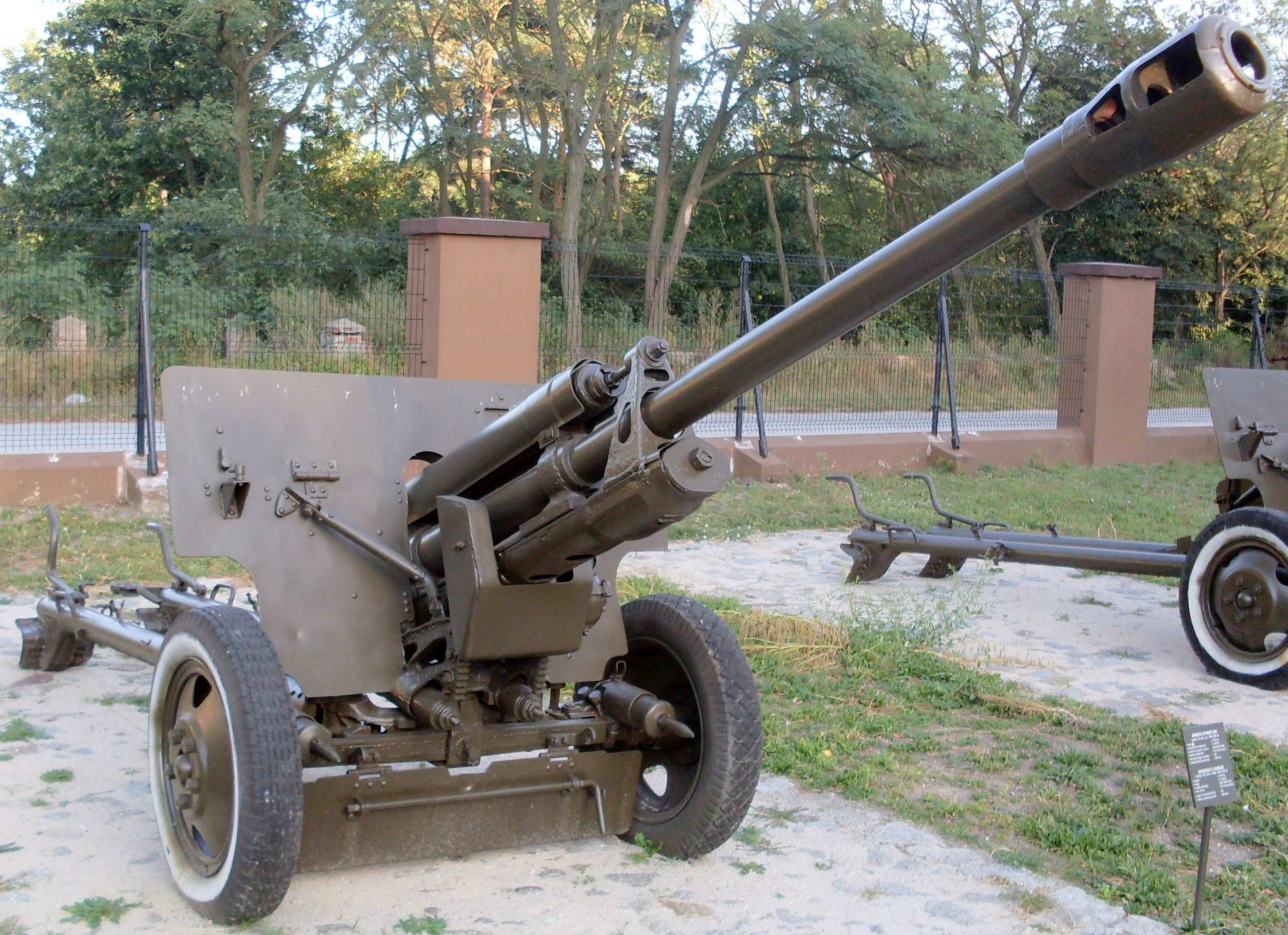
76 mm armata dywizyjna wz. 1942

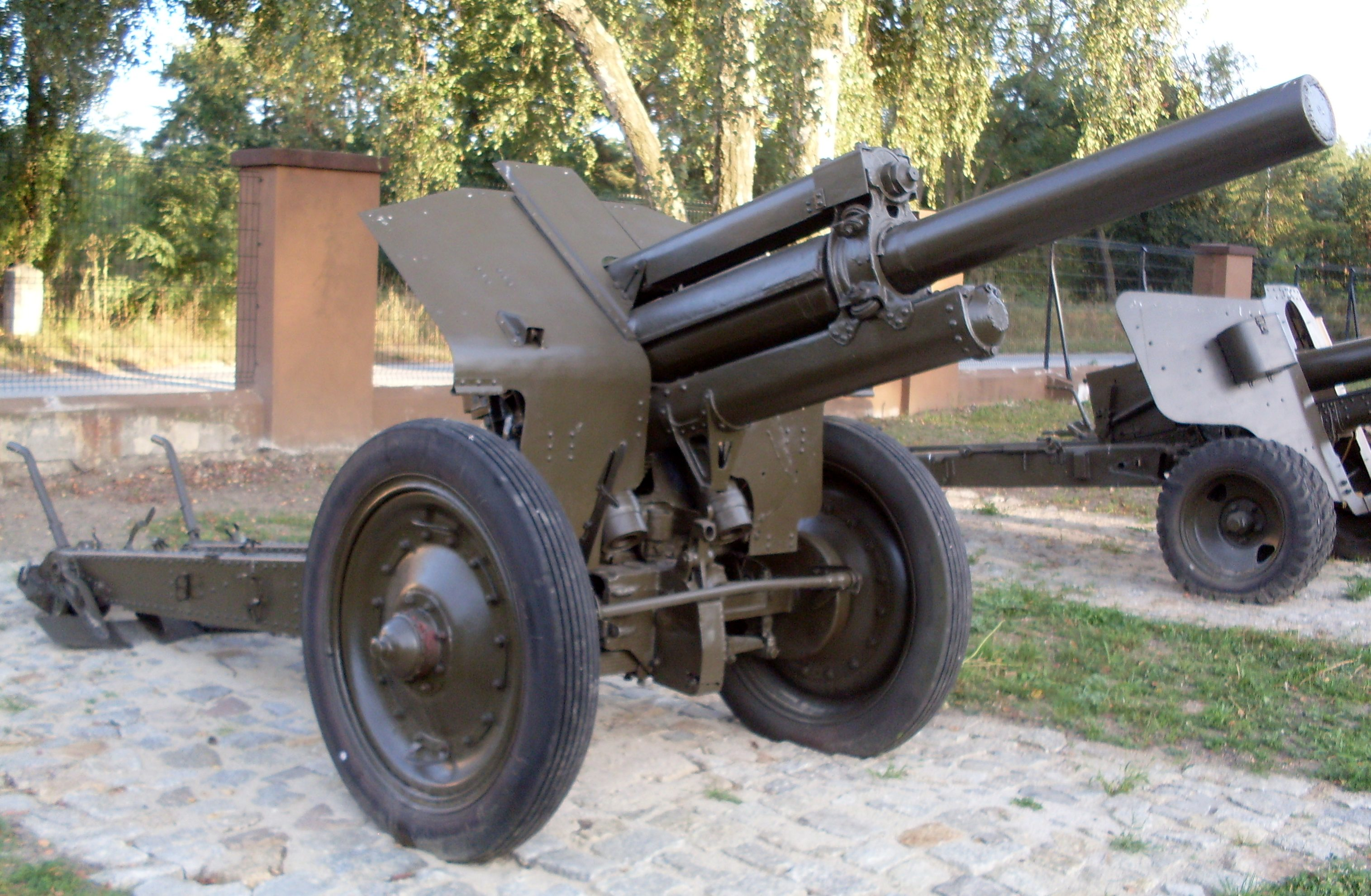
122 mm haubica wz. 1938 (M-30)

37 Łużycki pułk artylerii lekkiej (37 pal) – oddział artylerii lekkiej ludowego Wojska Polskiego.
Pułk został sformowany w okolicach Siedlec i Mordów na podstawie rozkazu nr 8 Naczelnego Dowództwa Wojska Polskiego z 20 sierpnia 1944 roku. 22 października 1944 roku w Mordach żołnierze pułku złożyli przysięgę.
Sztandar pułkowi ufundowali mieszkańcy Skierniewic.

## Skład etatowy
- Dowództwo i sztab
- 3 x dywizjon artylerii
  - 2 x bateria artylerii armat
  - 1 x bateria artylerii haubic
- bateria parkowa

Razem:
żołnierzy – 1093 (oficerów – 150, podoficerów – 299, kanonierów – 644)
sprzęt:
- 76 mm armaty – 24
- 122 mm haubice – 12
- rusznice przeciwpancerne – 12
- pistolety maszynowe – 419
- samochody – 108
- ciągniki – 24

## Działania bojowe
Pułk wchodził w skład 8 Drezdeńskiej Dywizji Piechoty z 2 Armii WP.
Chrzest bojowy przeszedł 14 kwietnia 1945 roku, forsując Nysę na odcinku Rothenburg, Nieder-Neundorf. Po przełamaniu obrony niemieckiej nad Nysą, pułk wspierając natarcie dywizji, dotarł na przedmieścia Drezna.
Po powrocie spod Drezna uczestniczył w walce z niemieckimi oddziałami pancernymi. Do najcięższych walk pułku w tym okresie należały działania obronne pod Budziszynem, Cölln Streda, Weidlitz i w rejonie masywu leśnego Forst Nikel.
W operacji praskiej wspierał dywizjonami piechotę w walkach o Mikulaszowice, Labendave, Lukor.
Szlak bojowy zakończył 10 maja 1945 roku na terenie Czechosłowacji.
|  |  |  |  |

|  |  |

## Żołnierze pułku
Dowódcy pułku:
- ppłk Sergiusz Rawicki (do 10 I 1945)
- ppłk Grzegorz Wasiljew (do 5 II 1945)
- ppłk Bieremowski (do 12 II 1945)
- ppłk Skorobogatow (do 23 IV 1945)
- mjr Abramczenko (od 23 IV 1945)

Oficerowie:
- Czesław Dęga

| Odznaczeni Krzyżem Srebrnym Orderu „Virtuti Militari” ppor. Tadeusz Biernat por. Mieczysław Borkowski por. Czesław Dęga por. Andrzej Nowicki mjr. Władysław Stesłowicz | Odznaczeni Krzyżem Grunwaldu III klasy ppor. Mikołaj Zajcew |

## Okres powojenny
Pułk stacjonował początkowo w garnizonie Skierniewice, a następnie w Tarnowskich Górach.
W 1956 roku pułk został rozwiązany. Jego tradycje i numer przejął reorganizujący się na etat pułku artylerii haubic, 38 pułk artylerii lekkiej 7 Dywizji Piechoty. Po reorganizacji powstał 37 Łużycki pułk artylerii.